# 代数統計
代数統計学とは、統計学を発展させるために代数学を利用することである。代数学は、実験計画、パラメータ推定、仮説検定に役立っている。
従来、代数統計学は実験計画や多変量解析（特に時系列）と関連づけられてきた。近年、「代数統計学」という言葉は時に制限され、代数幾何学や可換環論を統計学に利用することを示すために使われることもある。

## 代数統計学の伝統
過去、統計学者は統計学の研究を進めるために、代数学を利用してきた。代数統計学の中には、アソシエーションスキームなど、代数学や組合せ論における新しいテーマの開発につながったものもある。

### 実験計画
例えば、ロナルド・フィッシャー、ヘンリー・マン、ローズマリー・ベイリーらは、アーベル群を実験計画法に応用した。また、有限体上のアフィン幾何学を用いた実験計画も研究され、さらにR.C.ボースによって連想スキームが導入された。直交配列はC・R・ラオによって実験計画法のために導入された。

### 代数的解析と抽象統計推論
局所コンパクト群上の不変測度は、統計理論、特に多変量解析において古くから利用されてきた。Beurlingのfactorization定理や（抽象）調和解析の研究の多くは、時系列統計で重要な定常確率過程のWold分解をよりよく理解することを求めたものである。
Ulf Grenanderは、代数的構造上の確率論に関するこれまでの成果を包含して、「抽象推論」の理論を開発した。グレナンダーの抽象推論とパターン理論は、空間統計学や画像解析に有用であり、これらの理論は束論に依拠している。

### 部分順序集合と束
部分順序ベクトル空間とベクトル束は、統計理論のいたるところで使われている。ギャレット・バーコフは、ヒルベルト射影測度を使って正円錐を測り、収縮写像定理を使ってイェンチの定理を証明した。バーコフの結果は、ジョナサン・ボーウェインらによる最大エントロピー推定（無限次元の線形計画法と見なすことができる）に利用されている。
ベクトル束と円錐測度は、ルシアン・ルカムによって統計的決定理論に導入された。

## 可換環論と代数幾何学を用いた最近の研究成果
近年、「代数統計学」という言葉は、より限定的に使われるようになり、有限状態空間を持つ離散確率変数に関する問題を研究するために代数幾何学と可換環論を使うことを意味するようになった。可換環論や代数幾何学が統計学に応用されるのは、よく使われる離散確率変数のクラスの多くが代数多様体として捉えられるからである。

### 導入事例
0、1、2の値を取りうる確率変数Xを考える。このような変数は、次の3つの確率によって完全に特徴付けられる。
{\displaystyle p_{i}=\mathrm {Pr} (X=i),\quad i=0,1,2}
これらの数値は以下を満たす。
{\displaystyle \sum _{i=0}^{2}p_{i}=1\quad {\mbox{and}}\quad 0\leq p_{i}\leq 1.}
逆に言えば、このような数字が3つあれば、一義的に確率変数を特定できるので、確率変数Xとタプル (p0,p1,p2)∈R3を特定できる。
ここで、Xをパラメータq、n＝2の二項確率変数とする。つまり、Xはある実験を2回繰り返したときの成功回数を表し、各実験の個別成功確率はqであるとする。すると
{\displaystyle p_{i}=\mathrm {Pr} (X=i)={2 \choose i}q^{i}(1-q)^{2-i}}
そして、このようにして生じるタプル（p0,p1,p2）が、以下を満たすものであることを示すことができる。
{\displaystyle 4p_{0}p_{2}-p_{1}^{2}=0.\ }
後者はR3上の代数多様体（または曲面）を定義する多項式であり、この多様体は、次の式で与えられるシンプレックスと交差する。
{\displaystyle \sum _{i=0}^{2}p_{i}=1\quad {\mbox{and}}\quad 0\leq p_{i}\leq 1,}
これにより、3状態のベルヌーイ変数の集合と同定できる代数的な曲線の一部が得られる。パラメータqの決定は、この曲線上の1点を見つけることに等しく、与えられた変数Xがベルヌーイであるという仮説を検証することは、ある点がこの曲線上にあるか否かを検証することに等しい。

## 代数幾何学の統計的学習理論への応用
代数幾何学は、最近、統計学習理論にも応用されており、特異統計モデルに対する赤池情報量基準の一般化もその一つである.